# Château d'Ottomont
Le château d'Ottomont est un bâtiment situé à Ottomont, un quartier d'Andrimont section de la commune belge de Dison. Le bâtiment est situé rue de Verviers.

## Historique
Le château est construit en 1909 pour la famille Duesberg, une famille active dans l'industrie textile à Verviers. La villa est de style éclectique, avec des éléments Art nouveau et néo-médiéval. Elle est caractérisée par sa balustrade en bois qui fait le tour de la maison depuis le balcon, une tour donjon rectangulaire coiffée d'un toit en pavillon et une façade avant flanquée de deux tourelles d'angle ouvertes.
En 1945, la propriété passe à la famille Houben, également active dans l'industrie du cuir et dont un membre, Steve Houben, est un musicien connu. La famille Houben a ouvert une station de radio dans la villa, appelée Radilène, qui a fonctionné de 1982 à 2009.

## Description
Le château d'Ottomont est une grande villa de trois étages, construite en briques et en pierre de taille. La façade principale est symétrique et rythmée par des baies vitrées. Le toit est en mansarde et percé de lucarnes. La villa est entourée d'un jardin à l'anglaise, qui est aujourd'hui un parc public.